# William Boulton

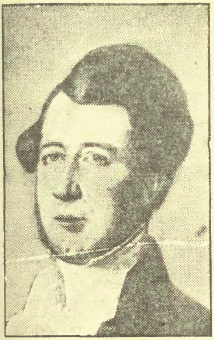
William Boulton

William Henry Boulton (* 19. April 1812 in York, Oberkanada; † 15. Februar 1874 in Toronto, Ontario) war ein kanadischer Anwalt, Politiker und der 8. Bürgermeister von Toronto. William Boulton war Großenkel des Politikers und Präsidenten des Obersten Gerichtshofes D’Arcy Boulton.

## Leben
Der in York, dem späteren Toronto, geborene William Boulton studierte Rechtswissenschaften und begann mit 23 Jahren als Sozius in der Kanzlei Gamble and Boulton zu praktizieren. Seine politische Laufbahn begann mit der Wahl zum Stadtrat 1834; 1838 wurde er als Repräsentant der Konservativen Partei Kanadas in die Legislativversammlung gewählt. Im Januar 1845 wurde er vom Rat zum Bürgermeister gewählt und blieb dies bis Januar 1847; ein zweites Mal war er für einige Monate von Januar 1858 bis zum 10. November 1858 Bürgermeister.
Er opponierte gegen einen Gesetzesentwurf, das zu jener Zeit noch der Anglikanischen Kirche von Kanada angehörende King’s College zu einer säkularen Einrichtung zu machen. Boulton erhielt damals die Unterstützung des Oranier-Ordens, der ihn 1854 zum Beigeordneten der Britisch-Nordamerikanischen Sektion wählte. Nach seiner politischen Laufbahn praktizierte er ab 1859 wieder als Rechtsanwalt.
Sein früheres Wohnhaus The Grange ist heute Teil der Art Gallery of Ontario.